# Tablele Legii
Tablele Legii, cunoscute și ca Tablele de Piatră sau Tablele lui Moise, (în ebraică: לוחות הברית Luchot HaBrit - „tablele legământului”), în Biblia ebraică, au fost cele două bucăți de piatră inscripționate cu cele Zece Porunci, atunci când Moise a urcat pe Muntele Sinai, după cum este scris în Cartea Exodului. Exodus 31:18 se referă la table ca „table ale legii, table de piatră”.
Potrivit Bibliei, au fost două seturi. Primul set de table, scris cu degetul lui Dumnezeu (Exod 31:18Exodus 31:18), a fost sfărâmat de Moise atunci când s-a mâniat văzându-i pe Copii lui Israel închinându-se unui vițel de aur (Exodul 32:19Exodus 32:19) și cel de-al doilea a fost cioplit mai târziu de Moise și rescris de Dumnezeu. (Exodul 34:1Exodus 34:1)
În conformitate cu învățăturile tradiționale ale iudaismului din Talmud, tablele au fost confecționate din pietre de safir albastru ca o aluzie simbolică la cer, Rai și în cele din urmă la tronul lui Dumnezeu. Mulți cercetători ai Torei au susținut, cu toate acestea, că „sapirul” era, de fapt, lapis lazuli (vezi Exodul 24:10Exodus 24:10, lapis lazuli este o alternativă posibilă de descriere a pavajului din piatră de „safir” de sub picioarele lui Dumnezeu, atunci când este prezentată intenția de a-i da lui Moise tablele legământului în Exodul 24:12Exodus 24:12). 
Potrivit Bibliei, atât primul set sfărâmat, cât și al doilea set nesfărâmat au fost depozitate în Chivotul Legământului (Aron Habrit în ebraică).

## Aspectul tablelor

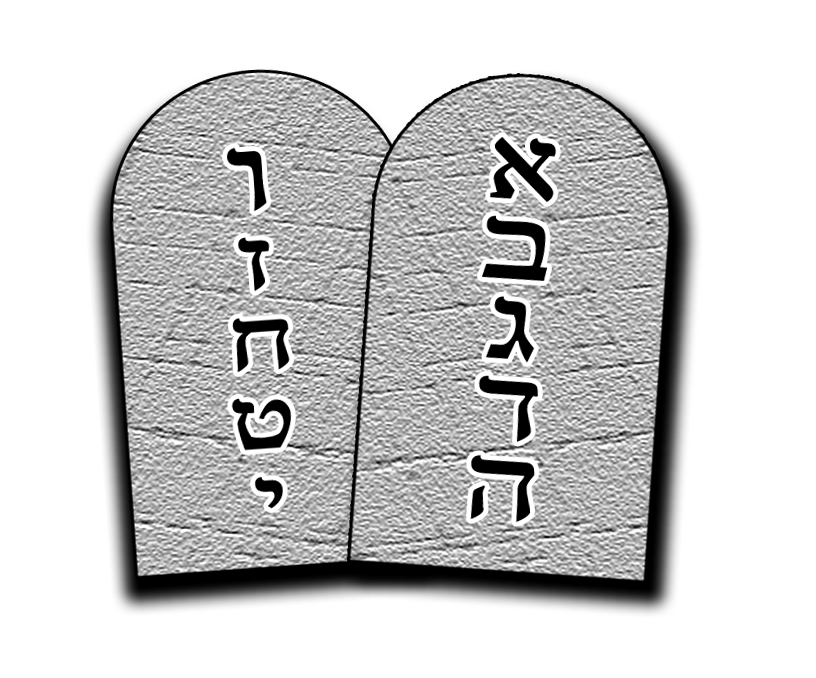
O imagine populară a Tablelor ca dreptunghiuri cu marginile superioare rotunjite are mică legătură cu tradițiile religioase în ceea ce privește aspectul lor. În acest caz, Cele zece porunci sunt reprezentate de primele zece litere ale alfabetului ebraic, care pot fi schimbate în scrierea ebraică cu numere de la 1 la 10.

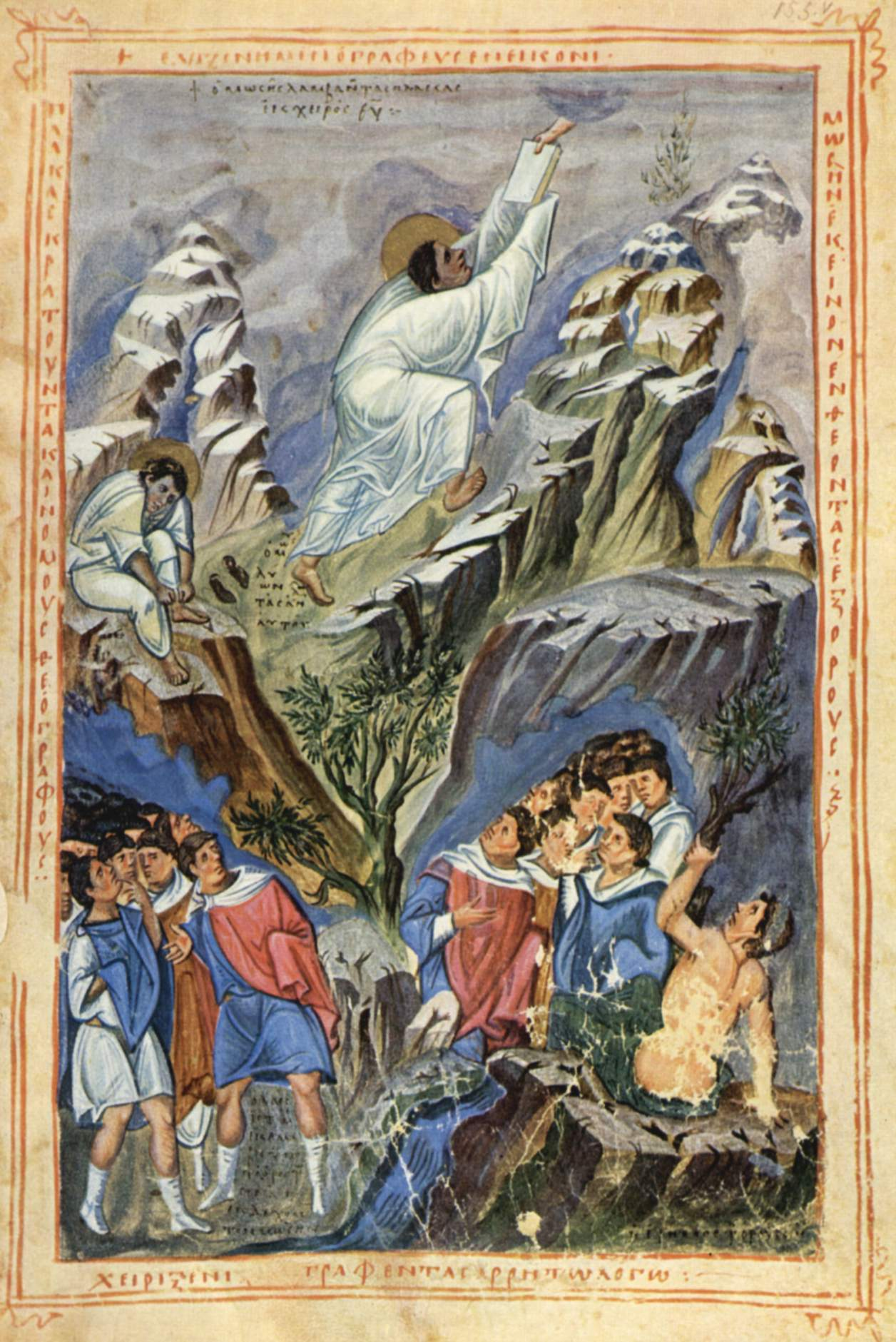
Table dreptunghiulare transmise de către Mâna lui Dumnezeu într-o biblie bizantină din secolul al X-lea.

În ultimele secole tablele au fost descrise și reprezentate în tradiția populară ca dreptunghiulare cu marginile superioare rotunjite, dar acest aspect nu are prea mare bază în tradiția religioasă. Potrivit tradiției rabinice, ele erau dreptunghiulare cu colțuri ascuțite și într-adevăr ele sunt reprezentate astfel în picturile din secolul al III-lea din Sinagoga Dura-Europos și în arta creștină din mileniul I, bazându-se pe tradițiile evreiești de iconografie.
Tablele rotunjite apar în Evul Mediu, având forma și mărimea tablelor de scris contemporane cu balamale (cu un stylus pe un strat de ceară la partea interioară). Pentru Michelangelo și Andrea Mantegna ele încă mai au colțuri ascuțite (vezi galeria foto) și au aproximativ aceleași dimensiuni ca în tradiția rabinică. Artiștii de mai târziu precum Rembrandt au tendința de a combina forma rotunjită cu o mărime mai mare. În timp ce, după cum s-a menționat mai sus, tradiția rabinică susține că tablele erau pătrate, potrivit unor specialiști, rabinii înșiși au aprobat reprezentarea tablelor rotunjite în replici, astfel încât replicile nu se potrivesc exact cu tablele istorice.
Potrivit Talmudului, lungimea și lățimea fiecărei tablete era de șase tefachim, și fiecare avea grosimea de trei tefachim - respectiv aproximativ 50 și 25 centimetri, , deși există tendința de a fi reprezentate mai mari în artă. De asemenea, conform tradiției, cuvintele nu au fost gravate pe suprafață, ci mai degrabă au fost găurite în piatră.

## Conținut
În tradiția religioasă evreiască, aranjarea poruncilor pe cele două table este interpretată în moduri diferite. Rabinul Hanina ben Gamaliel a spus că fiecare tablă conținea cinci porunci, „dar Înțelepții spun zece pe o tablă și zece pe cealaltă”. Pentru că poruncile stabilesc un legământ, este probabil că acestea au fost copiate pe ambele table. Acest lucru poate fi comparat cu tratatele diplomatice ale Egiptului Antic, în care un exemplar a fost făcut pentru fiecare parte. Dar tablele puteau conține nu doar cele Zece Porunci, ci și precepte suplimentare și cuvinte așa cum se poate deduce din versetele Exodul 31:18, Exod 34:1, Exod 34:27-28. 

## Replici creștine
Replicile tablelor, cunoscut sub numele de tabot sau sellat, sunt o parte esențială a practicii Bisericii Ortodoxe Etiopiene, care susține că originalul Chivot al Legământului este păstrat în Biserica Sfânta Maria a Sionului din Axum.

## În Coran
Coranul afirmă că tablele i-au fost date lui Moise, fără a se face vreo referire explicită la conținutul lor:
„A grăit [Allah]: „O, Moise! Te-am ales, dintre toți oamenii, pentru mesajele Mele și pentru cuvintele Mele! Deci primește ceea ce-ți dau și fii dintre cei mulțumitori!” Și Noi i-am scris pe table îndemnare despre toate lucrurile și tâlcuire despre toate lucrurile. „Ține-le, așadar, cu putere și poruncește neamului tău să primească ce e mai bun în ele! Apoi vă voi arăta vouă sălașul celor abătuți din drum. Voi să-i îndepărtez de la semnele Mele pe cei care sunt îngâmfați, pe pământ, pe nedrept. Chiar de-ar vedea fiecare semn, ei tot nu cred în el. Iar dacă văd calea cea bună, ei nu o primesc drept drum, dar dacă văd calea rătăcirii, o primesc drept drum. Aceasta pentru că ei țin semnele Noastre de mincinoase și sunt nepăsători față de ele! Iar aceia care țin de mincinoase semnele Noastre și întâlnirea cu Ziua de Apoi, faptele lor sunt în deșert. Oare ar putea fi ei răsplătiți altfel decât după ceea ce fac?” (Coran 7:144-147)
Aceste table nu sunt sfărâmate în Coran, ci luate mai târziu de Moise de pe jos:
„Și când s-a întors Moise la neamul său, mâniat și întristat, a zis el: „Mare rău ați săvârșit voi în lipsa mea! Ați voit voi să grăbiți porunca Domnului vostru?” Și a aruncat tablele, l-a apucat de cap pe fratele său și l-a tras spre el. Și a zis [Aaron]: „O, fiu al mamei mele! Poporul m-a ținut de slab și aproape a fost să mă ucidă. Nu-i face pe dușmani să se bucure de nenorocirea mea și nu mă pune pe mine alături de neamul celor nelegiuiți!”” (Coran 7:150). „Și după ce s-a potolit mânia lui Moise, a luat tablele. În scrisul lor era călăuzire și îndurare pentru aceia care se tem de Domnul lor.” (Coran 7:154).

## Galerie

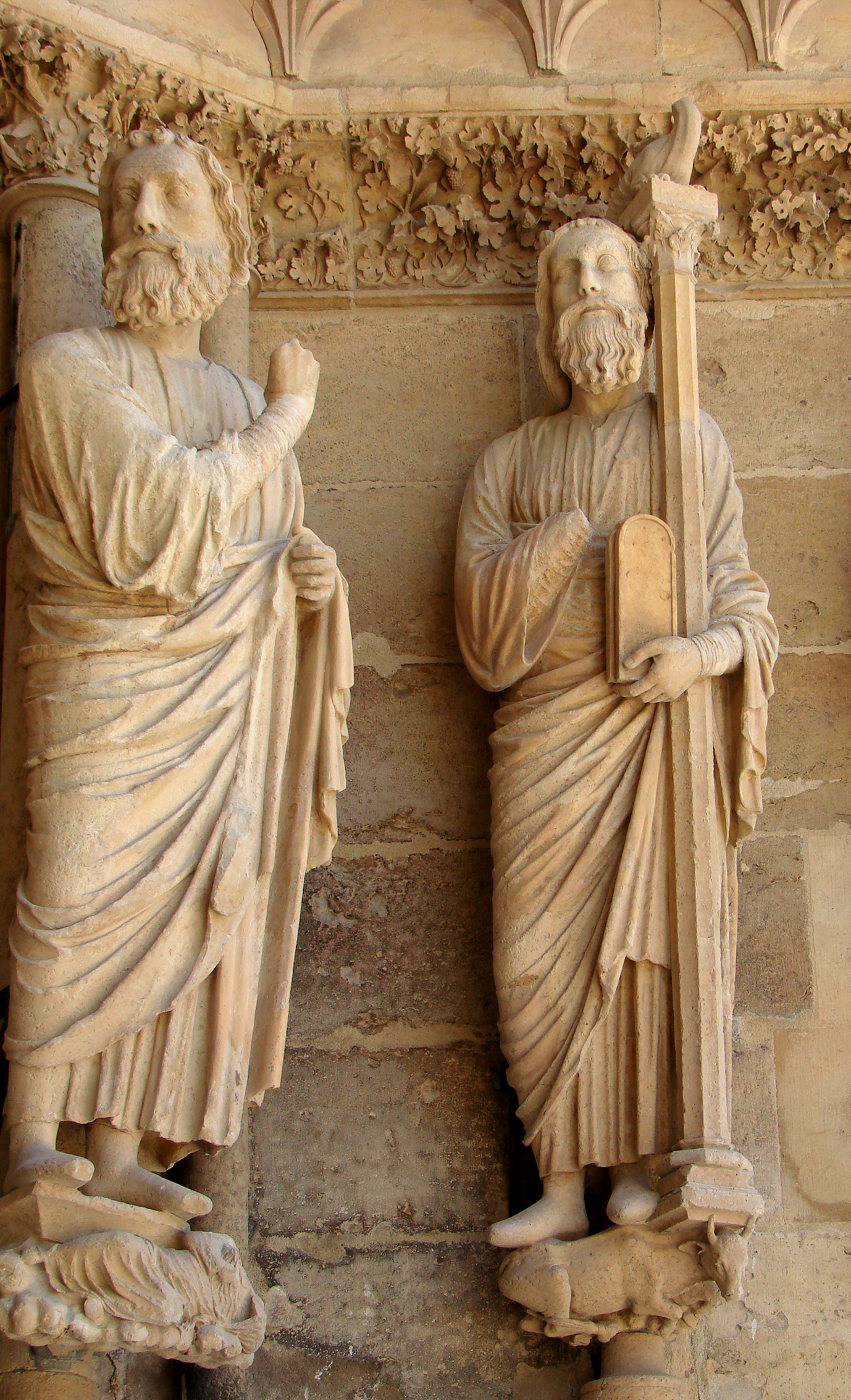
Colțuri rotunde, sec. al XIII-lea, Franța
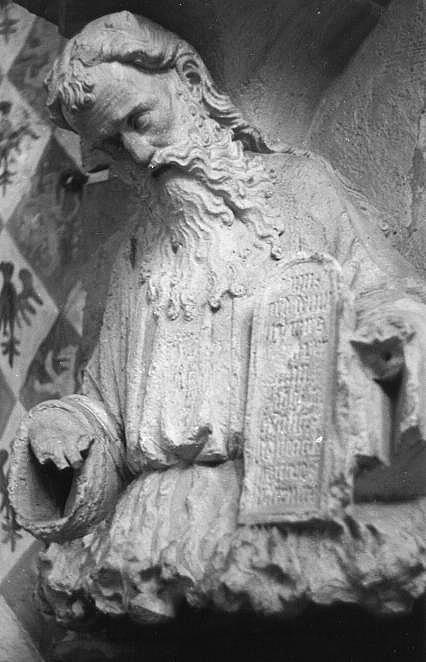
Colțuri rotunde, c. 1390
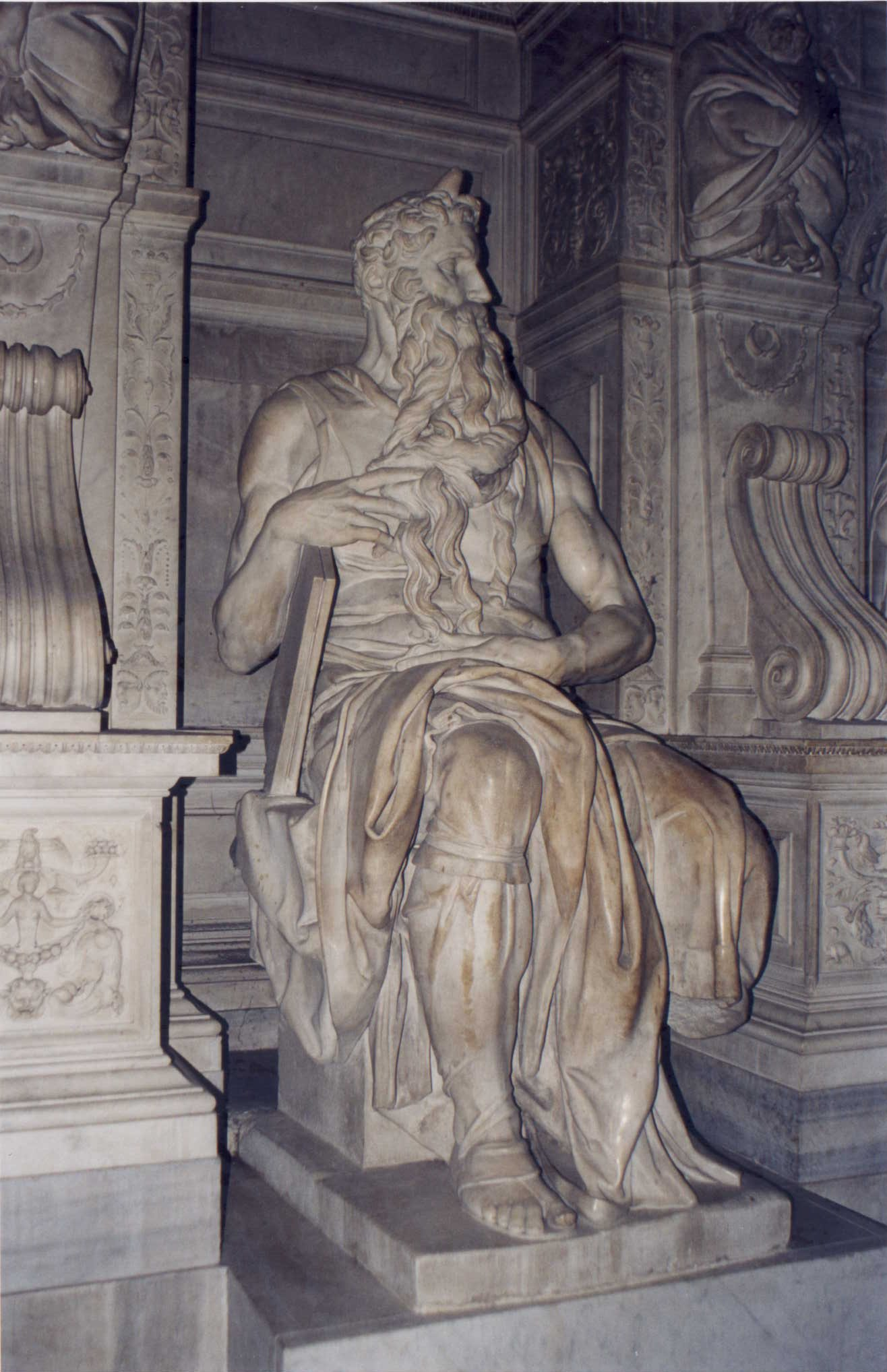
Colțuri ascuțite, Michelangelo
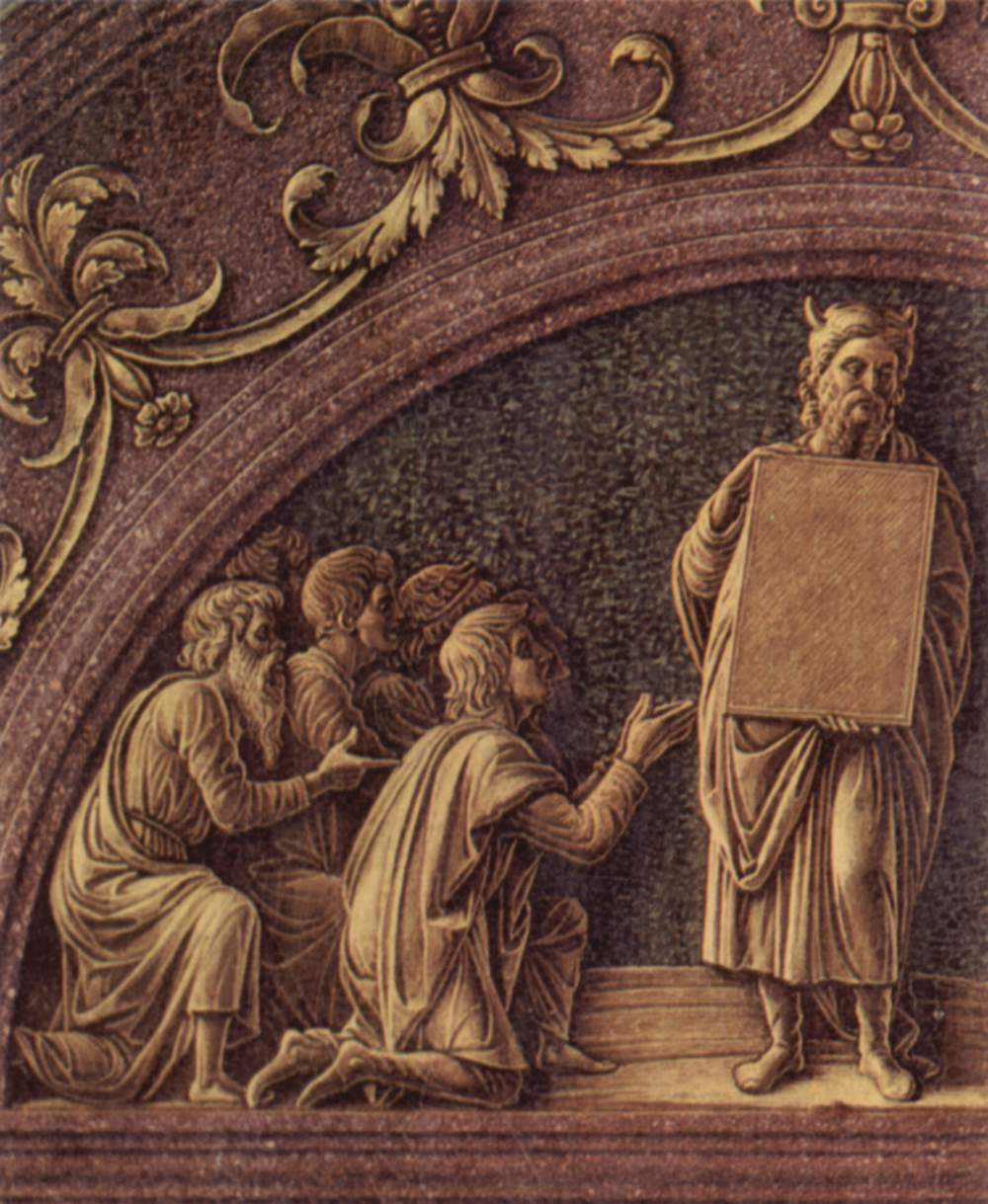
Andrea Mantegna, c. 1461
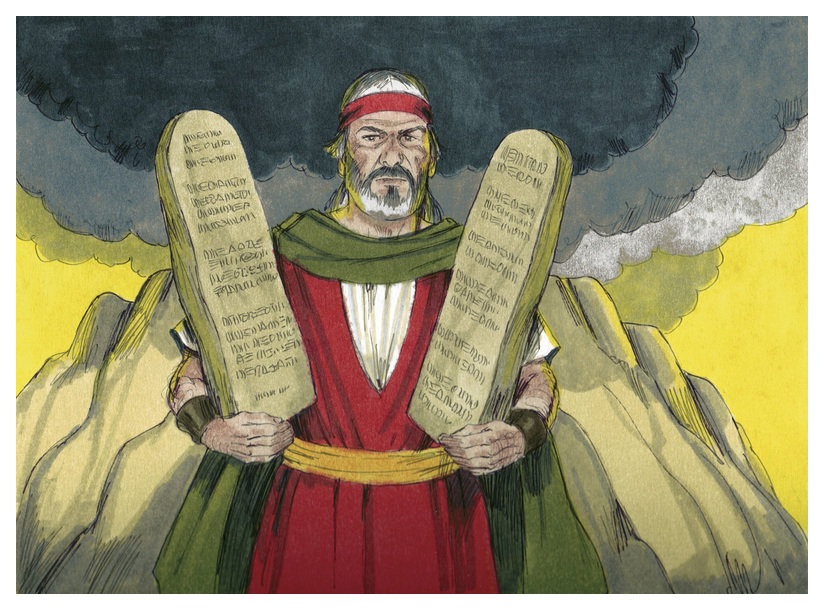
Moise a primit tablele de piatră, scrise cu degetul lui Dumnezeu